# Бахарев, Никита
Никита Бахарев (1705—1771) — российский механик и изобретатель.

## Биография
В 1712 году поступил в Московскую школу математических и навигацких наук, а в 1724 году — в Петербургскую академию морской гвардии.
В 1729 году переехал в Екатеринбург. В 1735 году стал главным механиком уральских казённых заводов и рудников при Сибирском обер-бергамте (горном управлении). Бахарев являлся одним из инициаторов добычи и обработки самоцветов и поделочных камней на Урале.
В 1746 году на Урал для организации камнерезной фабрики для обработки мрамора был направлен иностранный специалист Иоганн Рейнер. Однако, он оказался неспособен выполнить это задание из-за своей низкой квалификации и недобросовестности. Вместо него за неё взялся Бахарев. В 1748 году под его руководством было построено предприятие по обработке мрамора, для которого он сконструировал оригинальные разрезные и шлифовальные станки с водяным приводом.
Позже для Берёзовских золотых промыслов он построил новые Уктусский и Пышминский золотопромывальные заводы (около посёлка Старопышминск)
С 1742 по 1747 год был учителем известного русского механика И. И. Ползунова.